# Freysuila caesalpiniae
Freysuila caesalpiniae är en insektsart som först beskrevs av Leonard D. Tuthill 1959.  Freysuila caesalpiniae ingår i släktet Freysuila och familjen rundbladloppor. Inga underarter finns listade i Catalogue of Life.